# لودمیلا (خواننده)
لودمیلا اولیویرا داسیلوا (متولد ۲۴ آوریل ۱۹۹۵) که به نام لودمیلا شناخته می‌شود.تلفظ پرتغالی:[ludʒiˈmilɐ])، خواننده و ترانه‌سرای برزیلی است که با آهنگ "Fala Mal de Mim" (به انگلیسی: 'talk smack about me') شناخته می‌شود. در سپتامبر ۲۰۲۰، او اولین نوازنده زن آمریکایی آفریقایی لاتین شد که به یک میلیارد استریم در اسپاتیفای رسید.
لودمیلا در دوک د کاکسیاس، ایالت ریودوژانیرو به دنیا آمد. نام اصلی او "MC Beyoncé" از عشق او به بازیگر آمریکایی بیانسه الهام گرفته شده بود، نامی که او مجبور شد به دلایل کپی رایت تغییر دهد.

## آهنگ‌شناسی
- امروز (۲۰۱۴)
- لعنت به من (۲۰۱۶)
- سلام موندو (۲۰۱۹)
- نومانیس ۲ (۲۰۲۲)
- ویلا (۲۰۲۳)

## فیلم‌شناسی

### فیلم
| سال  | عنوان          | نقش         |
| ---- | -------------- | ----------- |
| 2018 | عشق کار می‌گیرد | یانسا       |
| 2021 | مسکو           | لود         |
| 2023 | سریع X         | شروع مسابقه |

### تلویزیون
| سال        | کار کنید                        | نقش                     | توجه داشته باشید                                                                  |
| ---------- | ------------------------------- | ----------------------- | --------------------------------------------------------------------------------- |
| 2015       | زنان جاه طلب                    | خودش                    | قسمت: "۱۹ مارس ۲۰۱۵"                                                              |
| 2015       | برای همیشه                      | خودش                    | قسمت: "۴ مه ۲۰۱۵"                                                                 |
| 2015       | #پارتیو خرید                    | خودش                    | قسمت 13: "Um Bonde Chamado Ostentação"                                            |
| 2015       | من عاشق پارایزوپلیس هستم        | خودش                    | قسمت: "۵ اکتبر ۲۰۱۵"                                                              |
| 2015       | خانم‌های خوش شانس                | خودش                    | اپیزود: "O Show" (فصل ۱، قسمت ۳) {{سخ}} اپیزود: "A Reconciliação" (فصل ۱، قسمت ۴) |
| 2015       | وای کو کولا                     | تیزیان ریبیرو / توئینها | اپیزود: "Tiziane, a Heredeira" (فصل ۳، قسمت ۱۷)                                   |
| 2015       | هورا دو فارو                    | مجری ویژه               |                                                                                   |
| 2016       | سوار ام تی وی                   | مجری ویژه               |                                                                                   |
| 2016       | مالهسائو                        | خودش                    | قسمت ۲۵۰: "۰۲ آگوست، ۲۰۱۶" (فصل 23)                                               |
| 2016       | فاکتور ایکس                     | مرشد                    |                                                                                   |
| 2016       | آقای براو                       | روزینا                  | قسمت: "O Aniversário de Michele"                                                  |
| 2016       | ترفند VIP                       | شرکت کننده              |                                                                                   |
| 2019       | نمایش دو تا معروف               | شرکت کننده              | فصل ۳                                                                             |
| 2020       | SóTocaTop: تابستان              | ارائه کننده             |                                                                                   |
| 2021–22    | صدا +                           | مرشد                    | [ ۱۱ ]                                                                            |
| 2021       | لودمیلا: راینه دا فاولا         | خودش                    | [ ۱۲ ]                                                                            |
| 2021–اکنون | فرشته دگراندیش                  | دیانا                   | [ ۱۳ ]                                                                            |
| 2023       | زنان فوق‌العاده                  | راوی                    | قسمت: " رزا پارکس "                                                               |
| 2023       | مادر من بهتر از شما آشپزی می‌کند | شرکت کننده (مقام سوم)   | فصل ۱                                                                             |
| 2023       | هرگز تسلیم نشوید                | خودش                    | قسمت: «۱۳ مه»                                                                     |